# Ficus densechini
Ficus densechini es una especie de planta del género Ficus, perteneciente a la familia Moraceae.

## Taxonomía
Ficus densechini fue descrita por Edred John Henry Corner en 1939.

## Distribución
Se encuentra en el territorio de Borneo.